# Sudan Południowy na Letnich Igrzyskach Olimpijskich 2016
Sudan Południowy na Letnich Igrzyskach Olimpijskich 2016 w Rio de Janeiro reprezentowało 3 zawodników. Był to pierwszy start reprezentacji Sudanu Południowego na letnich igrzyskach olimpijskich.

## Skład reprezentacji

### Lekkoatletyka
| Zawodnik       | Konkurencja             | Runda 1  | Runda 1 | Runda 2  | Runda 2 | Półfinał | Półfinał | Finał    | Finał   |
| Zawodnik       | Konkurencja             | Rezultat | Pozycja | Rezultat | Pozycja | Rezultat | Pozycja  | Rezultat | Pozycja |
| -------------- | ----------------------- | -------- | ------- | -------- | ------- | -------- | -------- | -------- | ------- |
| Santino Kenyi  | Bieg na 1500 m mężczyzn | 3:45,27  | 24.     | —        | —       | NQ       | NQ       | NQ       | NQ      |
| Guor Marial    | Maraton mężczyzn        | —        | —       | —        | —       | —        | —        | 2:22:45  | 82.     |
| Margret Hassan | Bieg na 200 m kobiet    | 26,99    | 71.     | —        | —       | NQ       | NQ       | NQ       | NQ      |